# Turner Lagoon
Die Turner Lagoon (englisch; chinesisch 宝石湖 Baoshi Hu, deutsch ‚Edelsteinsee‘) ist ein kleiner, flacher See an der Ingrid-Christensen-Küste des ostantarktischen Prinzessin-Elisabeth-Lands. In den Larsemann Hills liegt er 2,8 km nordwestlich des Blundell Peak auf Feicui Bandao, einem Seitenarm der Halbinsel Stornes.
Das Antarctic Names Committee of Australia benannte ihn 1989 nach Philip „Pip“ Turner, von 1987 bis 1988 leitender Hubschrauberpilot im Dienst der Australian National Antarctic Research Expeditions.